# Глен Даррент
Глен Даррент (англ. Glen Durrant, нар. 24 листопада 1970) — англійський професійний гравець в дартс, триразовий чемпіон світу (BDO) з дартсу (2017, 2018, 2019).

## Кар'єра
Починаючи з кінця 2018 року, Даррент розпочав брати участь в турнірах PDC. У 2019 році Даррент став другим дартсменом в історії, який виграв три послідовних першості світу (BDO) в одиночному розряді після Еріка Брістоу (1984—1986). У 2019 році вперше брав участь в чемпіонаті світу PDC.